# Elymus longiaristatus
Elymus longiaristatus är en gräsart som först beskrevs av Pierre Edmond Boissier, och fick sitt nu gällande namn av Nikolai Nikolaievich Tzvelev. Elymus longiaristatus ingår i släktet elmar, och familjen gräs. Inga underarter finns listade i Catalogue of Life.